# Lycodryas inornatus
Lycodryas inornatus — вид змій родини Pseudoxyrhophiidae. Ендемік Мадагаскару.

## Поширення і екологія
Lycodryas inornatus мешкають на південному заході острова Мадагаскар. Вони живуть в сухих тропічних лісах і колючих чагарникових хащах, на висоті до 200 м над рівнем моря.

## Збереження
МСОП класифікує цей вид як вразливий. Lycodryas inornatus загрожує знищення природного середовища.